# Gerd Rubenbauer

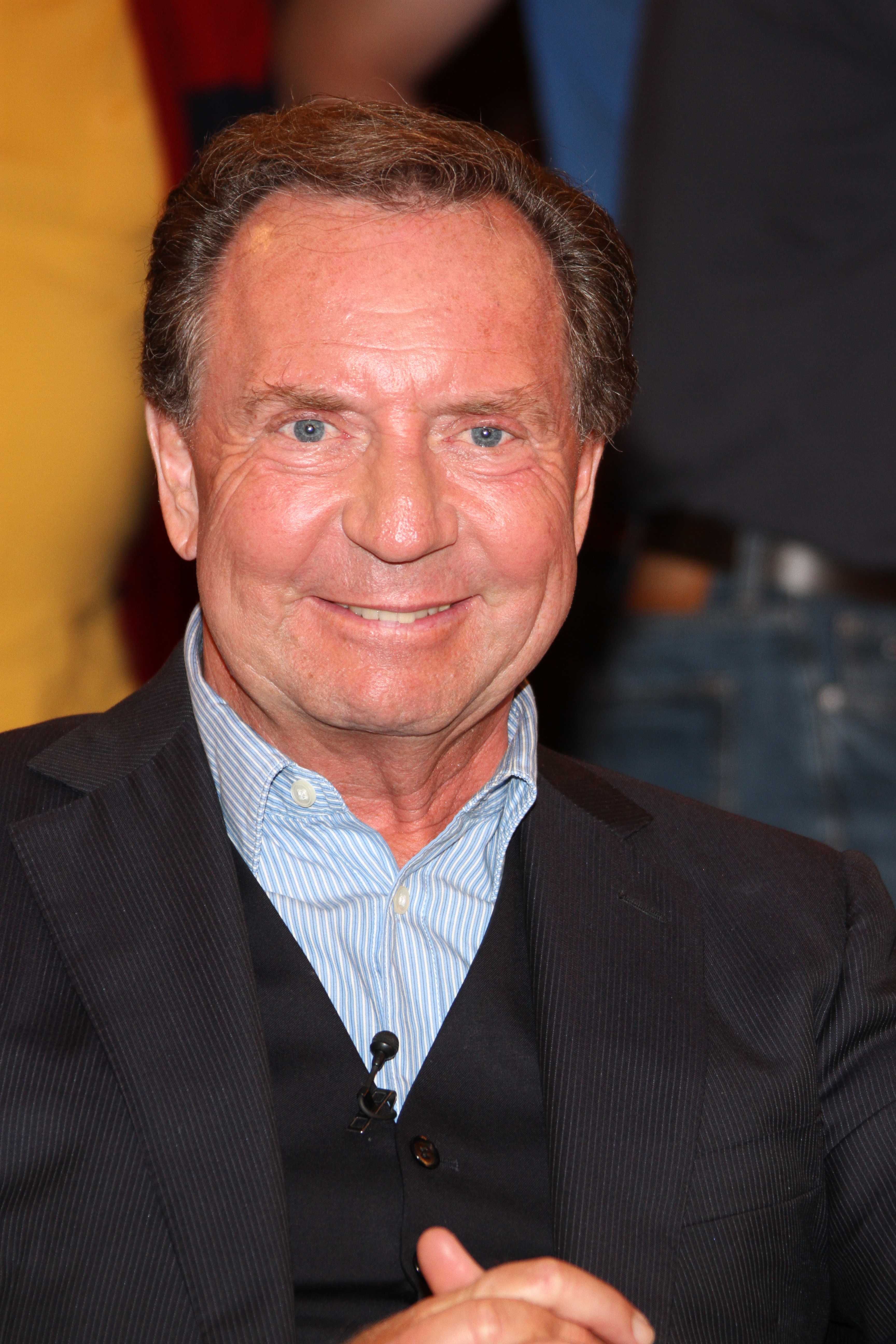
Gerd Rubenbauer im Studio Fernsehmacher, Sendung Markus Lanz (2012)

Gerd Rubenbauer (* 20. Mai 1948 in München-Nymphenburg) ist ein deutscher Sportreporter und Fernsehmoderator.

## Anfänge
Nach dem Abitur 1967 am Klenze-Gymnasium München studierte Rubenbauer Chemie und arbeitete danach als Diplom-Chemiker an der Technischen Universität München sowie als Assistent bei der Deutschen Forschungsgemeinschaft. Anschließend begann er 1978 seine Karriere als Sportmoderator im Hörfunk des Bayerischen Rundfunks und kommentierte Spiele der 2. Fußball-Bundesliga für die Sendung Heute im Stadion.

## Karriere als Sportreporter
1980 wechselte Rubenbauer zum Fernsehen. Neben Spielen der Fußball-Bundesliga, die er auch weiterhin fürs Radio kommentierte, wurde er auch bei den Olympischen Sommer- und Winterspielen sowie allen Fußball-Weltmeisterschaften zwischen 1982 und 1998 eingesetzt. Unvergessen sind witzige Kommentare wie „Jetzt müsste man einen Hans-Georg Schwarzenbeck haben.“ in der 90. Minute des Finales vom Europapokal der Landesmeister.
Rubenbauer kommentierte zusammen mit Karl-Heinz Rummenigge das Finale zwischen Deutschland und Argentinien bei der Fußball-Weltmeisterschaft 1990 in Italien (Zitat: „Jaaa! Tor für Deutschland! 1:0 durch Andreas Brehme. Alles wie gehabt! Mit rechts flach ins linke Eck. Goycochea wusste alles – nur halten konnte er ihn nicht.“). Außerdem kommentierte er bei der Fußball-Weltmeisterschaft 1998 in Frankreich das 0:3 der deutschen Nationalmannschaft im Viertelfinale gegen Kroatien. Während der Fußball-Europameisterschaft 2000 in Belgien und den Niederlanden kommentierte er ebenso für das Fernsehen das Finale zwischen Frankreich und Italien, welches in Rotterdam ausgetragen wurde und durch Golden Goal für Frankreich entschieden wurde.
Nach der 1:5-Heimniederlage Deutschlands gegen England am 1. September 2001 im Rahmen der Qualifikation zur Fußball-WM 2002 legte Rubenbauer eine fast vierjährige Länderspielpause ein und meldete sich erst zum Konföderationen-Pokal 2005 mit dem Spiel zwischen Argentinien gegen Tunesien am 15. Juni 2005 wieder zurück.
Am 15. März 2006 wurde bekannt, dass Rubenbauer seine Karriere als Sportkommentator für die ARD infolge eines Streits mit dem Sportkoordinator Heribert Faßbender beendet hatte. Rubenbauer hatte Faßbender vorgeworfen, ihn über die geplanten Reportereinsätze bei der Fußball-Weltmeisterschaft 2006 nicht frühzeitig informiert zu haben. Daraufhin wurden Reinhold Beckmann, Steffen Simon und Gerd Gottlob als WM-Kommentatoren benannt.
Rubenbauer war jedoch weiterhin bei Ski- und Leichtathletikveranstaltungen als Kommentator für Das Erste tätig. Er unterstützte 2007 auch Ricco Groß bei dessen Einstieg in die Tätigkeit als ARD-Biathlonexperte. Bis 2008 war er einer der Gastgeber der Sendung Blickpunkt Sport im Bayerischen Fernsehen.

## Karriere als Fernsehmoderator
Ab 1991 moderierte Gerd Rubenbauer im Bayerischen Fernsehen die Sendung Gaudimax, die ab 1992 in der ARD ausgestrahlt wurde und von der es in den Folgejahren Ableger wie „Die Gaudimax-Fernsehshow“, Fasching- oder Silvestersondersendungen sowie 1993 zehn Folgen unter dem Titel „Der weißblaue Gaudimax“ gab. Neben Sabrina Staubitz und Mirco Nontschew bzw. Alexander Mazza moderierte Rubenbauer in den Jahren 2003 und 2004 Deutschland Champions, eine nationale Neuauflage von Spiel ohne Grenzen. Neben Benefizgalas und Preisverleihungen moderierte er dort außerdem Unterhaltungssendungen wie „Sag die Wahrheit“, „Rubis“, „Bayern Champions“, „Weißblau klingt's am schönsten“, „Sternstunden“, „Winterstar“, „Ein Lied für München“ und „Wiesn live“.

## Preise
2003 wurde Rubenbauer der Bayerische Sportpreis in der Kategorie „Herausragende Präsentation des Sports“ verliehen. Im Jahre 2019 wurde er schließlich mit dem Deutschen Sportjournalistenpreis für sein Lebenswerk ausgezeichnet. 2025 wurde ihm der Bayerische Verdienstorden verliehen.

## Sonstiges
Rubenbauer arbeitet für den Bayerischen Rundfunk als freier Mitarbeiter. Ab Februar 2009 war er Medienchef der Veranstalter der Alpinen Ski-WM 2011 in Garmisch-Partenkirchen und befasst sich mit den organisatorischen Fragen der Journalistenbetreuung.
Er lebt im oberbayerischen Habach.